# Зелинский, Павел Поликарпович
Павел Поликарпович Зелинский — советский хозяйственный, государственный и политический деятель, Герой Социалистического Труда.

## Биография
Родился в 1928 году в Цюрупинском районе. Член КПСС.
С 1945 года — на хозяйственной, общественной и политической работе. В 1945—1991 гг. — чабан, старший чабан совхоза-завода «Цюрупинский» Цюрупинского района Херсонской области.
Указом Президиума Верховного Совета СССР от 21 декабря 1983 года присвоено звание Героя Социалистического Труда с вручением ордена Ленина и золотой медали «Серп и Молот».
Умер после 2005 года.

## Награды и звания
- Герой Социалистического Труда (21.12.1983).
- орден Ленина (25.12.1959; 21.12.1983)
- орден Октябрьской Революции (26.04.1971)
- орден Трудового Красного Знамени (22.03.1966)